# Araks (Wagharszapat)
Araks – wieś w Armenii, w prowincji Armawir. W 2011 roku liczyła 1364 mieszkańców.
Została założona w 1923 roku i wcześniej nosiła nazwy Nerkin Karkhun oraz Sharifabad, aż do 1946 roku. 
Jednym z najważniejszych miejsc w Araks jest kompleks memorialny Sardarapat, upamiętniający bitwę pod Sardarapat z 1918 roku. Kompleks ten, położony około 11 kilometrów na południowy zachód od miasta Armavir, został zbudowany w 1968 roku z okazji 50. rocznicy bitwy. 
Położenie wsi w dolinie Ararat, w pobliżu granicy z Turcją, zapewnia mieszkańcom malownicze widoki na świętą górę Ararat oraz rzekę Araks, która ma duże znaczenie kulturowe dla Ormian. 

Region Armavir, w którym znajduje się Araks, jest znany z produkcji wysokiej jakości win. Suchy klimat i wulkaniczne gleby sprzyjają uprawie winorośli, co czyni winiarstwo powszechnym zajęciem wśród mieszkańców.